# Scamp (U-Boot, 1942)
Die USS Scamp (SS-277) war ein U-Boot der United States Navy, welches im Zweiten Weltkrieg auf dem pazifischen Kriegsschauplatz zum Einsatz kam und 1944 versenkt wurde. Das U-Boot gehörte der Gato-Klasse an und war nach einer Gruppe der Sägebarsche (englisch: scamp) benannt. Das U-Boot wurde am 6. März 1942 als 66. Boot seiner Klasse bei der Portsmouth Naval Shipyard in Kittery im US-Bundesstaat Maine auf Kiel gelegt und lief am 20. Juli 1942 von Stapel. Die Scamp wurde schließlich am 18. September 1942 unter dem Kommando von Lieutenant Commander Walter Gale Ebert in Dienst gestellt.

## Einsätze im Zweiten Weltkrieg
Nach der Indienstnahme und dem Abschluss der Testfahrten Anfang Januar 1943, verlegte die zur amerikanischen Pazifikflotte abkommandierte Scamp Ende Januar durch den Panamakanal und traf am 13. Februar 1943 in Pearl Harbor ein.

### Erste Feindfahrt
Am 1. März 1943 verließ die Scamp Pearl Harbor mit dem Auftrag, vor der Ostküste der japanischen Hauptinsel Honshū Handelskrieg zu führen. Lieutenant Commander Ebert gelangen hierbei zwei Erfolge:
- 20. März 1943: Torpedierung und Beschädigung des japanischen Frachtschiffes Seinan Maru (1.445 BRT) östlich von Tomari.
- 21. März 1943: Torpedierung und Beschädigung des japanischen Truppentransporters Manju Maru (6.541 BRT) östlich von Tomari.

Beide Schiffe wurden allerdings nur beschädigt und konnten letztlich entkommen. Während dieser Feindfahrt traten verstärkt Defekte an den Magnetzündern der Torpedos auf, was weitere Erfolge der Scamp verhinderte (s. Torpedoskandal). So feuerte das U-Boot am 16. März 1943 sechs Torpedos auf zwei Frachtschiffe in nur 1.300 m Entfernung ab und erzielte keinen einzigen Treffer; zwei der Torpedos explodierten zudem frühzeitig und verrieten die Position des U-Bootes, was einen Luftangriff durch einen D3A-Bomber und eine Beschädigung des Periskops zur Folge hatte. Die Scamp kehrte infolgedessen am 7. April nach Pearl Harbor zurück.

### Zweite Feindfahrt
Am 19. April 1943 von Pearl Harbor zur zweiten Feindfahrt ausgelaufen, erhielt die Scamp den Befehl, im Seegebiet des Bismarck-Archipels zu patrouillieren. Dabei erzielte Lieutenant Commander Ebert einen Erfolg:
- 29. Mai 1943: Torpedierung und Versenkung des japanischen Seeflugzeugtenders Kamikawa Maru (6.863 ts) etwa 255 Seemeilen nordnordwestlich von Kavieng. Das Schiff, auf dem Weg von Truk nach Rabaul und von zwei U-Boot-Jägern gesichert, sank erst nach vier Torpedotreffern[1]. 42 Menschen kamen beim Untergang ums Leben.

Am 4. Juni 1943 beendete die Scamp ihre zweite Feindfahrt im australischen Brisbane.

### Dritte Feindfahrt
Nach einem zwei Wochen dauernden Werftaufenthalt lief das U-Boot am 22. Juni 1943 von Brisbane aus zu seiner dritten Feindfahrt aus; erneut wurde die Scamp hierbei in das Gebiet des Bismarck-Archipels beordert. Dabei gelangen Lieutenant Commander Ebert zwei Erfolge, darunter erneut einer gegen ein Kriegsschiff:
- 27. Juli 1943: Torpedierung und Versenkung des japanischen U-Bootes I 168 (1.400 ts) etwa sechs Seemeilen östlich von Neu Hannover; I 168 hatte 1942 während der Schlacht um Midway den amerikanischen Flugzeugträger Yorktown versenken können. Mit I 168, das zuvor erfolglos einen Torpedo auf die Scamp abgefeuert hatte, dem nur knapp durch ein Alarmtauchmanöver ausgewichen werden konnte, ging die gesamte Besatzung von 97 Mann unter.
- 27. Juli 1943: Torpedierung und Beschädigung des großen japanischen Flottentankers Kazahaya (18.300 BRT) vor Neuirland. Das Schiff konnte beschädigt entkommen, nachdem es von ein oder zwei Torpedos (?) getroffen worden war.[1]

Am 6. August 1943 beendete die Scamp in Brisbane ihre dritte Feindfahrt.

### Vierte Feindfahrt
Auch die vierte Feindfahrt, zu der die Scamp am 2. September 1943 aufbrach, führte das U-Boot ins Gebiet des Bismarck-Archipels. Während dieser Feindfahrt konnte ein Erfolg erzielt werden:
- 19. September 1943: Torpedierung und Versenkung des in dem aus fünf Schiffen bestehenden Konvoi N-404 fahrenden japanischen Heeres-Transporters Kansai Maru (8.614 BRT) etwa 350 Seemeilen nordöstlich von Neuguinea. Das Schiff war bereits am 18. September von der Scamp torpediert worden. Infolge heftiger Angriffe mit Wasserbomben durch zwei Sicherungsfahrzeuge gelang die Versenkung des beschädigten Schiffes mit einem Fangschuss jedoch erst am folgenden Tag. Beim Untergang starben 24 japanische Seeleute und Soldaten.[2]

Am 1. Oktober endete die vierte Feindfahrt erneut in Brisbane.

### Fünfte Feindfahrt
Nach einem drei Wochen dauernden Werftaufenthalt verließ die Scamp Brisbane am 22. Oktober 1943 zu ihrer fünften Feindfahrt. Ziel des Einsatzes waren Patrouillenfahrten zwischen Kavieng und dem Truk-Atoll. Ebert konnte dabei zwei Erfolge verzeichnen:
- 10./12. November 1943: Torpedierung und Versenkung des japanischen Truppentransporters Tokyo Maru (6.481 BRT) rund 400 Seemeilen nordöstlich von Neuguinea. Das Schiff wurde am 10. November torpediert, konnte jedoch vorerst beschädigt von dem Frachter Mitakesan Maru in Schlepp genommen werden. Am 12. November jedoch sank der Havarist in stürmischem Wetter dennoch.
- 12. November 1943: Torpedierung und Beschädigung des japanischen Leichten Kreuzers Agano (6.652 ts) vor Neu Hannover. Da der Kreuzer von vier Zerstörern begleitet wurde, konnte die Scamp keinen weiteren Angriffsversuch unternehmen; insgesamt warf die Sicherung 74 Wasserbomben auf das U-Boot, welches aber unbeschädigt entkommen konnte. Die Agano musste nach Truk eingebracht werden und kam bis zu ihrer Versenkung im Februar 1944 nicht mehr zum Einsatz.

Am 26. November kehrte die Scamp nach Brisbane zurück und beendete dort ihre fünfte Feindfahrt.

### Sechste Feindfahrt
Die sechste Feindfahrt, die am 16. Dezember 1943 begann, führte das U-Boot zum wiederholten Male ins Seegebiet des Bismarck-Archipels. Lieutenant Commander Ebert erzielte dabei einen Erfolg:
- 14. Januar 1944: Torpedierung und Versenkung des in einem Konvoi fahrenden großen japanischen Flottentankers Nippon Maru (10.024 BRT) etwa 180 Seemeilen südsüdwestlich des Sorol-Atolls. Das Schiff wurde von zwei Torpedos getroffen und sank innerhalb von nur zwei Minuten. 43 Seeleute und Soldaten kamen dabei ums Leben.[3]

Die sechste Feindfahrt der Scamp ging am 6. Februar 1944 zu Ende. Das U-Boot verlegte indessen nicht nach Brisbane, sondern nach der Milne Bay. Dort kam am gleichen Tag mit Lieutenant Commander John C. Hollingsworth auch ein neuer Kommandant an Bord.

### Siebte Feindfahrt
Am 3. März 1944 verließ die Scamp die Milne Bay. Unter dem Kommando von Lieutenant Commander Hollingsworth sollte das U-Boot vor allem im Seegebiet zwischen Neuguinea, Palau und Mindanao operieren. Erfolge konnten auf dieser Feindfahrt keine erzielt werden, lediglich am 3. April wurde der kleine japanische Fischkutter Suiten Maru (131 BRT) durch Geschützfeuer beschädigt. Infolge eines Defektes am Deckgeschütz wurde der Trawler jedoch letztlich nicht versenkt.

Hingegen wurde die Scamp am 7. April 1944 im Golf von Davao, bei der Beschattung eines Kreuzerverbandes, von einem japanischen Aichi-E13A-Wasserflugzeug überraschend attackiert und durch einen Bombennahtreffer schwer beschädigt. Das U-Boot sackte zunächst auf eine Tiefe von 90 m durch, ehe es stabilisiert und nach sieben Stunden wieder an die Oberfläche gebracht werden konnte. Am 16. April erreichte die Scamp mit Schlagseite, drei aufgerissenen Treibstofftanks und einem verbeulten Turm Seeadlerhafen, wo erste Notreparaturen stattfinden konnten. Später verlegte das U-Boot über die Milne Bay nach Pearl Harbor, wo sie Anfang Mai 1944 eintraf. 

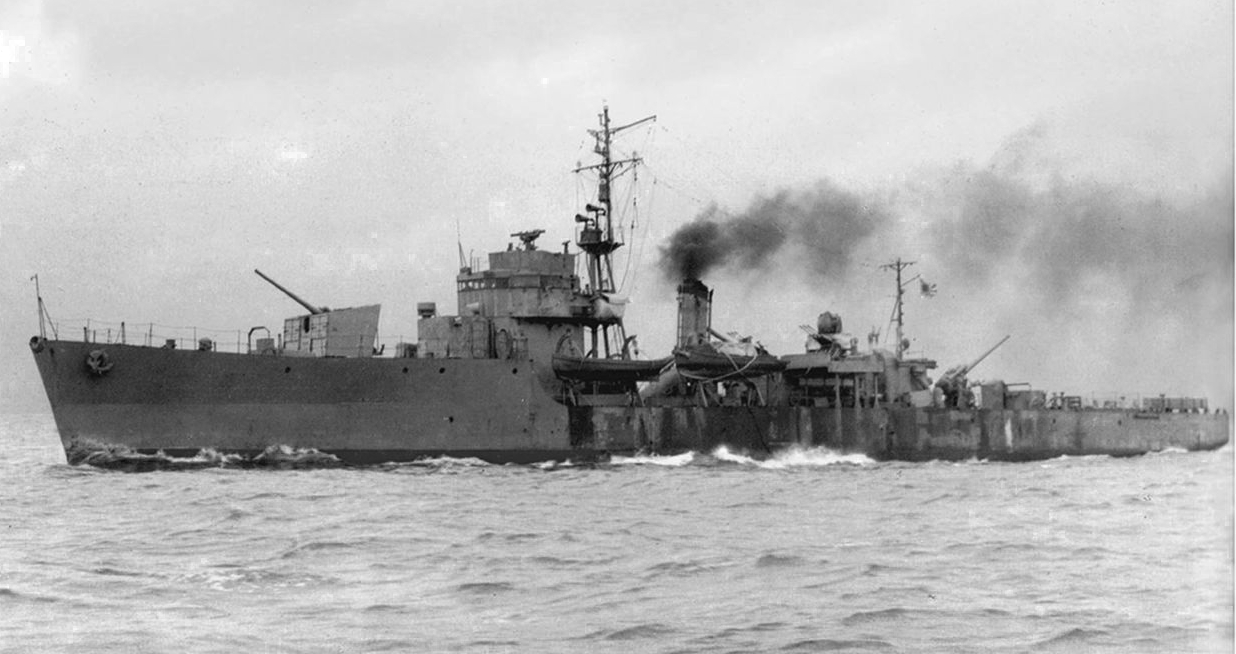
Japanisches Geleitschiff vom Kaibokan-Typ (Serie D) (1944).

## Untergang derScamp
Nach einer umfangreichen Grundüberholung und dem Abschluss der Reparaturen, lief die Scamp am 16. Oktober 1944 zu ihrer achten und letzten Feindfahrt aus. Das U-Boot hätte dabei vor allem im Seegebiet um Ogasawara-guntō aufklären sollen. In diesem Zusammenhang wurde die Scamp im November vor die Südausläufer der Bucht von Tokio abkommandiert, um dort als Rettungsschiff für Besatzungen von abgeschossenen B 29-Bombern fungieren zu können. Eine letzte Lagemeldung wurde von dem U-Boot am 9. November 1944 abgesetzt. Ab diesem Zeitpunkt meldete sich die Scamp nicht mehr.
Wie später rekonstruiert werden konnte, wurde das U-Boot höchstwahrscheinlich am 11. November 1944, während eines Angriffsversuchs auf den von Yokosuka nach Hachijō Jima laufenden japanischen Kleinkonvoi No. 4108, von dem zur Sicherung des Geleitzuges gehörenden Kaibokan CD-4 (unter dem Kommando von Kaigun Shōsa Mizutani Katsuji), den die Scamp zuvor mit drei Torpedos erfolglos angegriffen hatte, durch Artilleriebeschuss zum Abtauchen gezwungen und schließlich durch Wasserbomben versenkt. Nach drei Anläufen und dem Abwurf von 70 Wasserbomben stiegen große Luftblasen auf und konnten Trümmer und ein Ölfilm an der Wasseroberfläche beobachtet werden; es gilt heute als weitgehend gesichert, dass die Scamp durch diese Angriffe versenkt wurde. Mit dem U-Boot gingen Lieutenant Commander John C. Hollingsworth und alle 82 Besatzungsangehörige unter. Es gab keine Überlebenden.
Nachdem das U-Boot nicht von seiner Feindfahrt zurückgekehrt war, wurde es am 28. April 1945 aus dem Schiffsregister gestrichen. Das Wrack der Scamp konnte bislang nicht gefunden werden.

## Auszeichnungen
Für Einsätze im Zweiten Weltkrieg wurde die Scamp mit insgesamt sieben Battle Stars ausgezeichnet.
Insgesamt hatte das U-Boot auf sieben Feindfahrten zwei Frachter und einen Tanker mit zusammen 25.119 BRT sowie einen Seeflugzeugtender und ein U-Boot (mit zusammen 8.263 ts) versenken können. Ferner wurden ein Leichter Kreuzer (6.652 ts) und drei Schiffe mit 26.286 BRT beschädigt.